# Copa Conmebol 1997
Die Copa Conmebol 1997 war die 6. Ausspielung des südamerikanischen Vereinsfußballwettbewerbs, der mit dem europäischen UEFA-Cup vergleichbar war. Es nahmen erstmals 18 Mannschaften teil, sodass eine Qualifikationsrunde erforderlich war. Der brasilianische Vertreter Atlético Mineiro gewann das Finale gegen Vorjahresfinalist CA Lanús aus Argentinien und damit seinen zweiten Titel im Wettbewerb.
Torschützenkönig wurde der Brasilianer Valdir vom Sieger Atlético Mineiro mit sieben Treffern.

## Qualifikation
|                       | Gesamt          |                      | Hinspiel | Rückspiel |
| --------------------- | --------------- | -------------------- | -------- | --------- |
| Estudiantes de Mérida | 3:3 (3:4 i. E.) | Deportivo Táchira FC | 1:0      | 2:3       |
| Real Santa Cruz       | 3:1             | Club The Strongest   | 1:1      | 2:0       |

## 1. Runde
Die Spiele fanden vom 27. August bis 3. September 1997 statt.
|                                    | Gesamt          |                          | Hinspiel | Rückspiel |
| ---------------------------------- | --------------- | ------------------------ | -------- | --------- |
| Deportivo Táchira FC               | 2:4             | América de Cali          | 1:1      | 1:3       |
| Deportes Tolima                    | 2:2 (3:1 i. E.) | Rio Branco FC            | 2:1      | 0:1       |
| Universitario de Deportes          | 3:0             | CD Técnico Universitario | 3:0      | 0:0       |
| EC Vitória                         | 6:1             | Sportivo Luqueño         | 2:0      | 4:1       |
| Real Santa Cruz                    | 1:6             | CA Lanús                 | 1:1      | 0:5       |
| Associação Portuguesa de Desportos | 1:4             | Atlético Mineiro         | 1:4      | 0:0       |
| CF Universidad de Chile            | 3:3 (2:3 i. E.) | CA Colón                 | 2:1      | 1:2       |
| Defensor Sporting                  | 5:6             | Danubio FC               | 3:3      | 2:3       |

## Viertelfinale
Die Spiele fanden vom 24. September bis 16. Oktober 1997 statt.
|                  | Gesamt          |                           | Hinspiel | Rückspiel |
| ---------------- | --------------- | ------------------------- | -------- | --------- |
| CA Colón         | 2:2 (3:2 i. E.) | Danubio FC                | 1:1      | 1:1       |
| EC Vitória       | 2:3             | CA Lanús                  | 1:0      | 1:3       |
| Deportes Tolima  | 1:2             | Universitario de Deportes | 1:0      | 0:2       |
| Atlético Mineiro | 3:2             | América de Cali           | 2:1      | 1:1       |

## Halbfinale
Die Spiele fanden vom 22. bis 30. Oktober 1997 statt.
|                           | Gesamt |                  | Hinspiel | Rückspiel |
| ------------------------- | ------ | ---------------- | -------- | --------- |
| CA Colón                  | 1:3    | CA Lanús         | 0:2      | 1:1       |
| Universitario de Deportes | 0:6    | Atlético Mineiro | 0:2      | 0:4       |

## Finale

### Hinspiel
| CA Lanús                                                         | CA Lanús | Atlético Mineiro | Atlético Mineiro |
| ---------------------------------------------------------------- | --- | --- | ---------------- |
| CA Lanús                                                         | \| 6. November 1997 in Lanús, Argentinien (Estadio Ciudad de Lanús) \| \| Ergebnis: 1:4 (1:1) \| \| Zuschauer: 15.000 \| \| Schiedsrichter: Gustavo Gallesio ( Uruguay) \|                                                                                               | \| 6. November 1997 in Lanús, Argentinien (Estadio Ciudad de Lanús) \| \| Ergebnis: 1:4 (1:1) \| \| Zuschauer: 15.000 \| \| Schiedsrichter: Gustavo Gallesio ( Uruguay) \| | Atlético Mineiro |
| CA Lanús                                                         | Pedro Rómoli – Juan José Serrizuela, Oscar Ruggeri, Gustavo Siviero, Mariano Fernández (Leonardo Mas), Daniel Cravero, Juan Ignacio Fernández, Ariel Ibagaza, Sebastián Clotet (Walter Coyette), Ariel López, Hernan Raíces (Marcelo Trimarchi) Cheftrainer: Oscar Garré | Cláudio Taffarel – Bruno, Sandro Blum, Sandro Barbosa, Dedê, Edgar (Roberto), Doriva, Jorginho, Hernani, Marques (Almir), Valdir (Cairo) Cheftrainer: Émerson Leão         | Atlético Mineiro |
| CA Lanús                                                         | 1:0 Ariel Ibagaza (19.) | 1:1 Bruno (41.) 1:2 Juan José Serrizuela (56., Eigentor) 1:3 Hernani (60.) 1:4 Valdir (80.)                                                                                | Atlético Mineiro |
| 6. November 1997 in Lanús, Argentinien (Estadio Ciudad de Lanús) | | |                  |
| Ergebnis: 1:4 (1:1)                                              | | |                  |
| Zuschauer: 15.000                                                | | |                  |
| Schiedsrichter: Gustavo Gallesio ( Uruguay)                      | | |                  |

### Rückspiel
| Atlético Mineiro                                          | Atlético Mineiro | CA Lanús | CA Lanús |
| --------------------------------------------------------- | --- | --- | -------- |
| Atlético Mineiro                                          | \| 17. Dezember 1997 in Belo Horizonte, Brasilien (Mineirão) \| \| Ergebnis: 1:1 (1:0) \| \| Zuschauer: 35.100 \| \| Schiedsrichter: Epifanio González ( Paraguay) \| | \| 17. Dezember 1997 in Belo Horizonte, Brasilien (Mineirão) \| \| Ergebnis: 1:1 (1:0) \| \| Zuschauer: 35.100 \| \| Schiedsrichter: Epifanio González ( Paraguay) \| | CA Lanús |
| Atlético Mineiro                                          | Cláudio Taffarel – Bruno, Neguete, Sandro Barbosa, Dedê, Roberto, Jorginho, Hernani, Marques, Almir (Edgar), Valdir Cheftrainer: Émerson Leão                         | Rodrigo Burela – Gabriel Ramón, Andrés Bressán, Mariano Fernández, Martín Román, Daniel Cravero, Claudio Huertas (Juan Ignacio Fernández), Sebastián Clotet, Leonardo Mas (Silvio Augusto González), Claudio Enría, Marcelo Trimarchi (Hernan Raíces) Cheftrainer: Mario Gómez | CA Lanús |
| Atlético Mineiro                                          | 1:0 Jorginho (10.) | 1:1 Marcelo Trimarchi (57.) | CA Lanús |
| 17. Dezember 1997 in Belo Horizonte, Brasilien (Mineirão) | | |          |
| Ergebnis: 1:1 (1:0)                                       | | |          |
| Zuschauer: 35.100                                         | | |          |
| Schiedsrichter: Epifanio González ( Paraguay)             | | |          |